# Hypolimnas salomona
Hypolimnas salomona är en fjärilsart som beskrevs av D'abrera 1977. Hypolimnas salomona ingår i släktet Hypolimnas och familjen praktfjärilar. Inga underarter finns listade i Catalogue of Life.